# 앤서니 스와잭
앤서니 레이 스와잭(Anthony Ray Swarzak, 1985년 9월 10일 ~ )는 전 메이저 리그 베이스볼의 투수이다.

## 미국 프로야구시절
2009년에 미네소타 트윈스에 입단하였다.

## 한국 프로야구시절

### 두산 베어스시절
2015년 6월 13일 성적 부진으로 퇴출된 유네스키 마야의 대체 용병으로 영입되었다. 2015년 6월 21일 롯데 자이언츠전에서 9회초에 등판해 1이닝을 무안타 무실점으로 막았다. 총 13개의 공을 던졌는데 직구(10개) 최고구속은 153km였고 최저도 148km에 달했다. 커브(136km) 1개, 투심(150km) 1개, 커터(146km) 1개를 섞어 던졌다.
2015년 6월 24일 SK 와이번스전에서 5이닝 73구 8피안타 5실점으로 난타를 당하며 한국 무대 선발 데뷔전에서 패전을 기록하였다.
포스트시즌에서는 준플레이오프에서만 등판했고 이를 끝으로 팀과 결별했다.
2015 시즌 20경기에 등판해 5승 7패, 평균자책점 5.26을 기록하였다. 차기 시즌에는 그를 대신하여 마이클 보우덴이 영입됐다.

## 미국 프로야구복귀
2016년에 뉴욕 양키스와 마이너 계약을 하였다.